# Vugrišinec
Vugrišinec is een plaats in de gemeente Gornji Mihaljevec in de Kroatische provincie Međimurje. De plaats telt 168 inwoners (2001).